# Hortonius euenemus
Hortonius euenemus là một loài bướm đêm trong họ Noctuidae.